# Vínová
Vínová barva je odstín červené. Tato barva se též může nazývat bordeaux. Barva se jmenuje podle barvy červeného vína.

## Varianty vínové barvy

### Šampaňská
Šampaňská barva (ukázka v tabulce napravo). Jmenuje se podle šampaňského.

### Bordeaux
Bordeaux (ukázka v tabulce vpravo) se též může nazývat claret. Jmenuje se podle vína z francouzské oblasti Bordeaux.

### Burgundská
Burgundská barva (ukázka v tabulce vpravo) se jmenuje podle vína z oblasti Burgundsko.

### Tmavě vínová
Zobrazená v tabulce vpravo.

## Použití
Označení vínová se hojně používá v módě. Mnoho sportovních týmů má tuto barvu ve znaku, například FC Barcelona.